# Manfred Küchle
Manfred Küchle (* 2. Mai 1944 in Immenstadt im Allgäu) ist ein freischaffender Maler und Grafiker.

## Leben
Manfred Küchle wurde 1944 in Immenstadt im Allgäu geboren. Er absolvierte eine Graphikerlehre bei Franz Weiss in Kempten (Allgäu) und danach ein Fotopraktikum bei Hermann Arnold in Füssen. Ferner besuchte er die Werkkunstschule in Augsburg. Seit 1975 arbeitet Küchle als freischaffender Maler und Graphiker. Er ist verheiratet mit der Malerin, Grafikerin und Bildhauerin Gertraud Küchle-Braun (* 1943 in Prien am Chiemsee) und lebt in Dietmannsried.

## Arbeitsgebiete
Küchles Kunst umfasst ein weites Spektrum. Er betätigt sich in der freien Malerei und Grafik, Wandmalerei, Fassaden- und Stadtgestaltung, ferner als Illustrator und Karikaturist. Von 1980 bis 2015 war er Farb- und Gestaltungsberater bei der Stadt Leutkirch. Für die Allgäuer Zeitung zeichnet er seit 1992 die Figur D´r Balthes, welche in unregelmäßigen Abständen in den überregionalen und regionalen Ausgaben erscheint.

## Ausgeführte künstlerische Grafikaufträge (Auswahl)
- Plakate sowie Bühnengestaltung für den Kemptener Jazzfrühling in den Jahren 2000–2002
- Autobahnhinweise für die Städte Wangen und Leutkirch
- Romanillustrationen für die Augsburger Allgemeine
- Puzzle-, Motiv- und Beschäftigungsspielvorlagen

## Kunst am Bau (Auswahl)
- Leutkirch
  - Schule Oberer Graben
  - Freibad
- Saulgau
  - Wandgemälde Kaiserstraße
  - Stadtmauer
- Kaufbeuren
  - Löwenpassage
- Marktoberdorf
  - Hallenbad
  - Stadtionturnhalle
  - Grundschule St. Martin
  - Rathaus
- Dietmannsried
  - Sporthalle
  - Seniorenzentrum
- Wangen im Allgäu
  - Spital
- Altursried
  - Rathaus
- Landratsamt Ostallgäu

## Öffentliche Ankäufe (Auswahl)
- Bayerische Staatsgemäldesammlung (vier Arbeiten)
- Städte 
  - Kempten (Allgäu), Immenstadt im Allgäu, Sonthofen, Marktoberdorf, Leutkirch, Füssen
- Gemeinden
  - Pfronten, Dietmannsried
- Sonstige Einrichtungen
  - Zweckverband für Abfallwirtschaft Kempten (ZAK)
  - Finanzbauamt Kempten

## Ausstellungen
- WERKBLOCK11, Kunsthalle Kempten (2011)

## Auszeichnungen und Preise (Auswahl)
- Kunstförderpreis der Oberallgäuer Kunstausstellung 1997
- Kollegenpreis des Bundesverbandes Bildender Künstlerinnen und Künstler BBK Schwaben-Süd 2002
- Kunstpreis der Gemeinde Pfronten 2003 und 2007
- Thomas-Dachser-Gedenkpreis im Rahmen der Allgäuer Festwoche 2014